# 岡崎スポーツガーデン
岡崎スポーツガーデン（おかざきスポーツガーデン）は、かつて愛知県岡崎市康生通西4-71にあった娯楽施設。主にプールとして使用された。

## 歴史

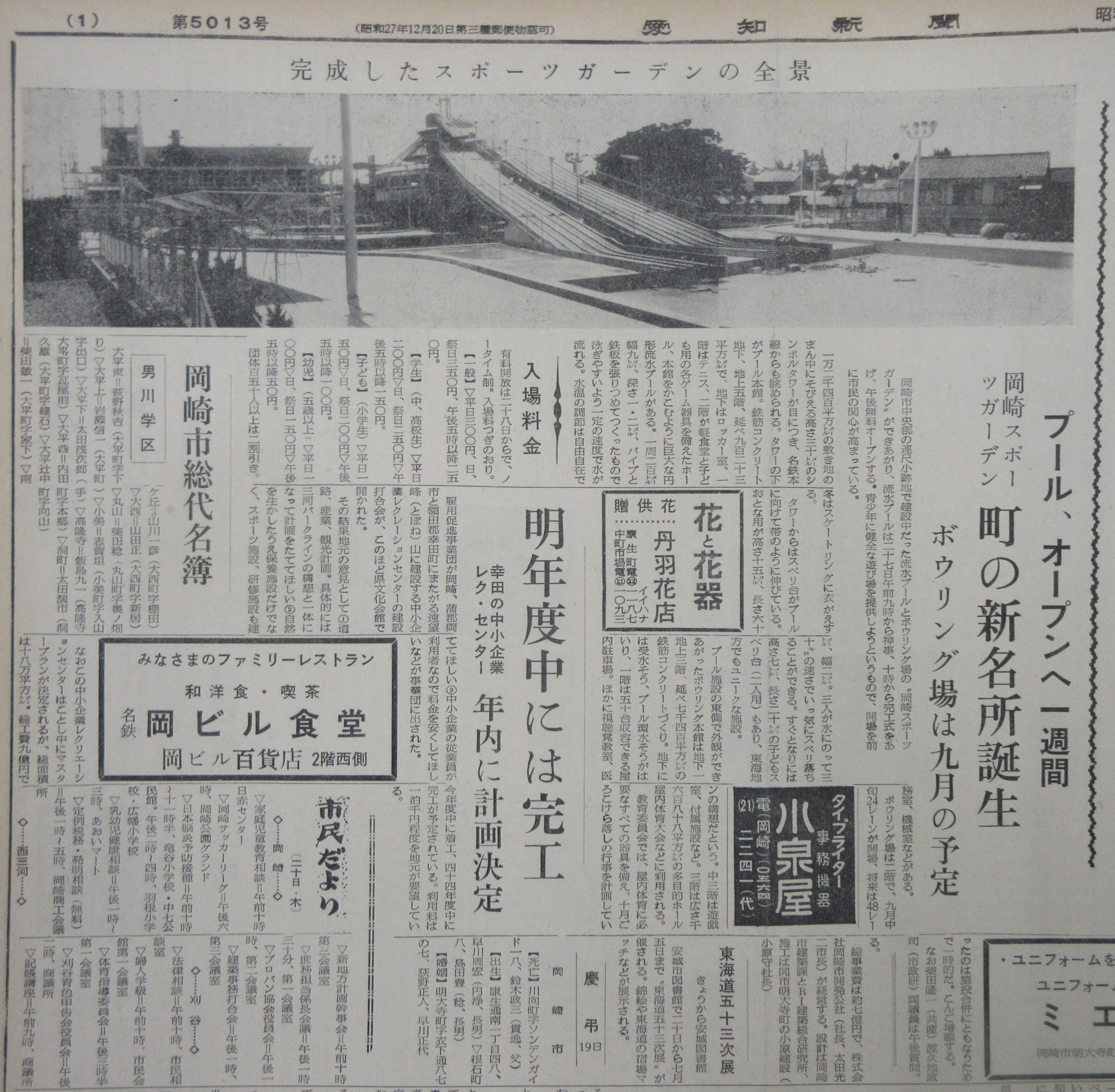
「岡崎スポーツガーデン」オープンを報じる地元紙の記事

かつてこの地には岡崎市立連尺小学校があったが、1966年（昭和41年）に現在地に移転した。財団法人岡崎市事業公社は跡地に娯楽施設の建設を計画し、工事は小原建設が3億8000万円で落札した。1968年（昭和43年）1月11日に着工し、同年6月27日に開業した。経営は岡崎市開発公社。同年10月上旬にはボウリング場や体育館が開館した。
2003年（平成15年）8月31日に閉鎖された。2008年（平成20年）11月には跡地に岡崎市立中央図書館を核とする岡崎市図書館交流プラザが開館した。

## 施設
夏季はプールとなり、流水プールやウォータースライダーが人気を集めた。夏季以外はボート場として使用され、冬季にはスケート場となった。ボウリング場が併設されていた時期もあった。
- 流水プール兼アイススケート場 - 一周250m。
- ウォータースライダー（流水すべり台） - 高さ15m。傾斜角度14度。全長60m。滑走速度時速50km。
- 子どもプール - 直径20m。
- 本館 - 食堂や子どもゲーム場がある。
- ボウリング場
- 体育館